# Carnival Vista
Die Carnival Vista ist ein Kreuzfahrtschiff der Reederei Carnival Cruise Line. Das Typschiff der Vista-Klasse von 2016 wurde am 29. April 2016 abgeliefert. Die Jungfernfahrt führte das Schiff im Mai 2016 von Triest nach Barcelona.

## Geschichte
Im Oktober 2012 bestellte Carnival Corporation & plc zwei Schiffe bei Fincantieri, die Carnival Vista und die Koningsdam. Der Bau begann im Februar 2014. Die Kiellegung erfolgte am 14. Oktober 2014 in Monfalcone. Am 25. Juni 2015 wurde das Schiff ausgedockt und am 29. April 2016 abgeliefert. Die Taufe durch Deshauna Barber erfolgte am 4. November 2016 in New York.
Bei einem Werftaufenthalt Anfang 2024 erhielt das Schiff als vierundzwanzigstes der Flotte von Carnival Cruise Line die neue Rumpfbemalung mit blauem Bug anlässlich des 50-jährigen Jubiläums der Reederei im Jahr 2022.

## Design und Konstruktion
Das Schiff wurde von der Fincantieri-Werft entworfen und gebaut. Sie war bei Indienststellung das größte Schiff der Reederei.

## Zwischenfälle
Am 28. August 2016 zerstörte das Schiff bei einem Auslaufmanöver den Touristenhafen von Messina, Italien.
Im Juli 2019 mussten Reparaturen an den Propellergondeln durchgeführt werden. Da keine ausreichenden Werftkapazitäten zur Verfügung standen, um das Schiff trockenzustellen – das Schiff befand sich auf Kreuzfahrt im Golf von Mexiko – wurde es auf See auf das Halbtaucherschiff Boka Vanguard verladen und von diesem zur Grand Bahama Shipyard in Freeport, Bahamas, gebracht. Die Boka Vanguard fungierte während der Reparatur als Trockendock.